# Selenops petrunkevitchi
Selenops petrunkevitchi es una especie de araña araenomorfa de la familia de los selenópidos.

## Distribución
Esta especie de araña se encuentra en Jamaica.